# Drapeau de la Namibie
Le drapeau de la Namibie flotte sur le pays depuis son indépendance le 21 mars 1990. C'est le premier véritable drapeau national du pays. Il a remplacé le drapeau sud-africain tricolore orange, blanc et bleu qui était le drapeau officiel de fait du sud-ouest africain depuis 1928.
Le drapeau de la Namibie reprend les couleurs bleues, rouges et vertes de la SWAPO, le plus important mouvement de lutte pour l'indépendance de la Namibie.

## Signification des couleurs

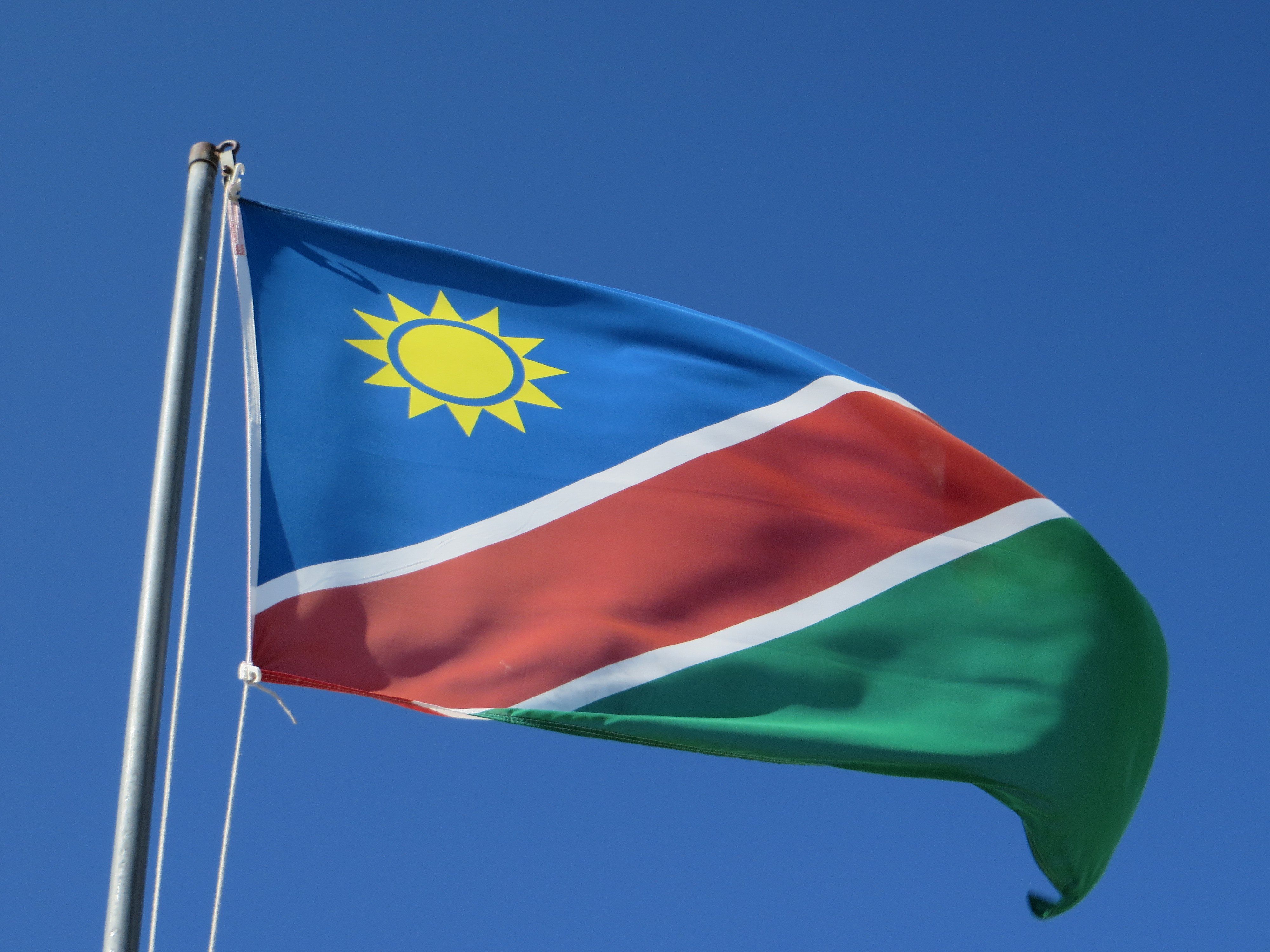
Le drapeau namibien

Le rouge représente la ressource la plus importante de la Namibie, son peuple.
Le blanc fait référence à la paix et à l'unité.
Le vert symbolise la végétation et les ressources agricoles.
Le bleu représente le ciel clair de la Namibie et l'océan Atlantique, les précieuses ressources en eau et la pluie du pays et le soleil jaune doré représente la vie et l'énergie.

## Historique
En 1989, l'Assemblée constituante de Namibie n'avait que peu de temps, avant la proclamation de l'indépendance du pays prévue le 21 mars 1990, pour rédiger une constitution et adopter des symboles nationaux. Un sous-comité des symboles nationaux de l'Assemblée constituante fut établi afin de concevoir le drapeau national et un appel national fut lancé auprès des résidents du territoire du Sud-Ouest. Au total, 870 propositions de design furent reçues. Six de ces propositions furent sélectionnées puis réduites à trois modèles, ceux proposés par Theo Jankowski de Rehoboth, par Don Stevenson de Windhoek et par Ortrud Clay de Lüderitz. Ces 3 propositions furent combinées pour former le drapeau national de la Namibie, adopté à l’unanimité par l’Assemblée constituante le 2 février 1990.

## Étendard présidentiel

Étendard présidentiel

L'étendard présidentiel de Namibie fut conçut par Frederick G. Brownell (héraut d'armes officiel d'Afrique du Sud), membre du sous-comité chargé d'étudier de nouveaux symboles nationaux pour la Namibie.

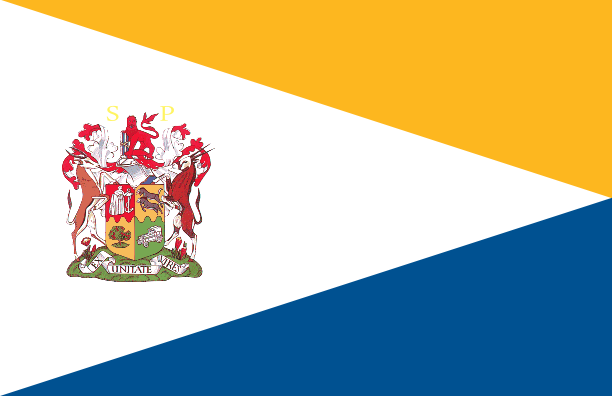
Pavillon présidentiel sud-africain duquel est inspiré le pavillon namibien

Le design est basé sur celui utilisé par le président de l'État sud-africain et incorpore les couleurs bleu, vert et or qui avaient été les plus populaires parmi les candidatures reçues par le sous-comité.
Le dessin de ce drapeau a été approuvé par le parlement le 16 mars 1990 
L'Étendard présidentiel est divisé en trois triangles, de couleur bleue, jaune et verte. Les armoiries du pays sont reprises sur le triangle jaune. Le drapeau est seulement utilisé dans le pays par le président alors qu'à l'étranger, le drapeau national est employé.

## Autres drapeaux

Drapeau de la Police
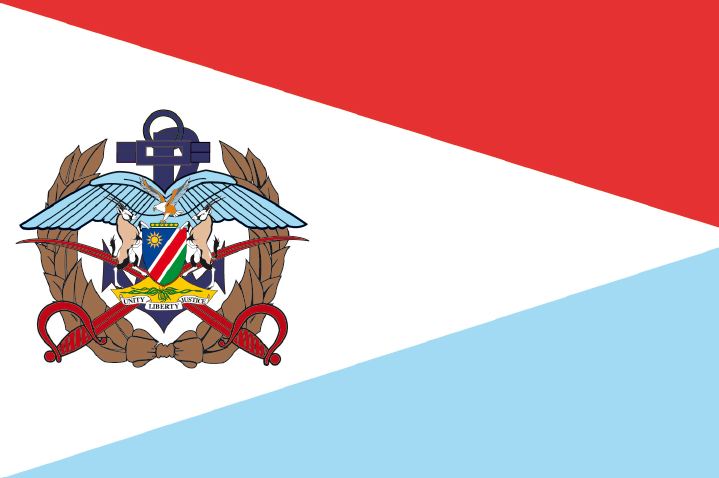
Drapeau des Forces de défense namibienne (NDF)
Drapeau de l'Armée
Drapeau de la marine
Drapeau de l'armée de l'air

## Drapeaux historiques

Drapeau de l'Empire allemand
Drapeau du Sud-Ouest africain allemand (1884-1915)
Drapeau proposé pour le Sud-Ouest africain allemand.
Drapeau proposé pour le Sud-Ouest africain allemand
Drapeau du Sud-Ouest africain (1915 au 28 juin 1919)
Red ensign d'Afrique du Sud utilisé pour le Sud-Ouest africain (1919-1928)
Drapeau d'Afrique du Sud utilisé pour le Sud-Ouest africain (1928-1982) .
Drapeau d'Afrique du Sud utilisé pour le Sud-Ouest africain (1982-1990)
Drapeau de la SWAPO utilisé par les Nations-unies de 1976 à 1990 pour représenter la Namibie.

### Drapeaux des bantoustans du Sud-Ouest Africain

Bushmanland
Damaraland
Caprivi
Hereroland
Kaokoland (jusqu'en 1982)
Kaokoland (1982-1990)
Kavangoland
Namaland
Ovamboland
Rehoboth
Tswanaland (jusqu'en 1982)
Tswanaland (1982-1990)